# Lucille

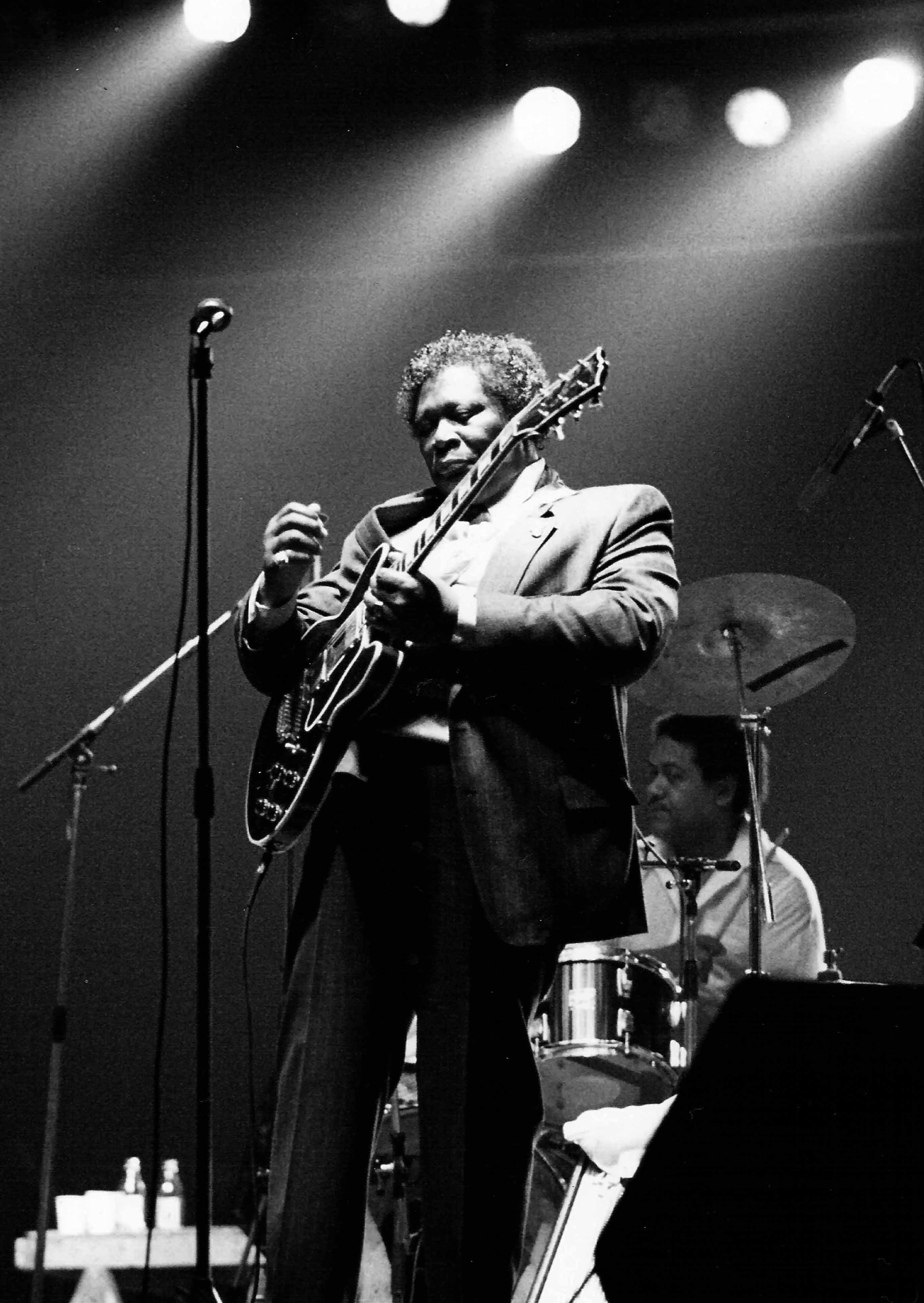
B. B. King med "Lucille".

Lucille kallar bluesgitarristen B.B King sina gitarrer. Det är vanligtvis svarta Gibson-gitarrer som liknar ES-335.

## Bakgrund till namnet
Under vintern 1949 spelade den då 24-åriga B.B King på ett dansställe i  Twist, Arkansas där man tänt en tunna med fotogen, för att det skulle bli varmt. Två män började slåss och tunnan vältes och det började brinna. King insåg när han kommit ut ur byggnaden att han glömt sin älskade gitarr och gav sig in i lågorna för att hämta den, en akustisk Gibson-gitarr. Han fick senare reda på att männen grälat om en kvinna vid namn Lucille, och sedan dess ger han sina gitarrer det namnet, som en påminnelse att aldrig göra något så dumt som att springa in i en brinnande byggnad för att hämta en gitarr, eller att slåss över kvinnor..
B.B. King skrev sången “Lucille” som handlar om gitarren och hur den fick sitt namn. Den släpptes ursprungligen på albumet Lucille och finns med på B. B. King Anthology 1962-1998-albumet.

## Gibsons Lucille
Gibson släppte 1982 gitarrmodellen B. B. King Lucille. Den största skillnaden mellan Lucille-modellen och Gibson ES-335 är att den saknar F-hål. Det var något som King valt för att förhindra akustisk rundgång.